# كارلي فلين
كارلي فلين (بالإنجليزية: Carly Flynn)‏ هي صحفية نيوزيلندية، ولدت في 1977 في تاوبو ‏ في نيوزيلندا.